# Syrphophagus africanus
Syrphophagus africanus är en stekelart som först beskrevs av Charles Joseph Gahan 1932.  Syrphophagus africanus ingår i släktet Syrphophagus och familjen sköldlussteklar. Inga underarter finns listade i Catalogue of Life.